# Abborrtjärnen (Degerfors socken, Västerbotten, vid Tvärålund)
Abborrtjärnen är en sjö i Vindelns kommun i Västerbotten och ingår i Umeälvens huvudavrinningsområde. Sjön har en area på 0,0235 kvadratkilometer och ligger 165,5 meter över havet.

## Delavrinningsområde
Abborrtjärnen ingår i det delavrinningsområde (710989-168802) som SMHI kallar för Ovan Kvarnbäcken. Medelhöjden är 176 meter över havet och ytan är 43,83 kvadratkilometer. Räknas de 4 avrinningsområdena uppströms in blir den ackumulerade arean 95,25 kvadratkilometer. Tvärån som avvattnar avrinningsområdet har biflödesordning 2, vilket innebär att vattnet flödar genom totalt 2 vattendrag innan det når havet efter 55 kilometer. Avrinningsområdet består mestadels av skog (72 procent). Avrinningsområdet har 0,13 kvadratkilometer vattenytor vilket ger det en sjöprocent på 0,3 procent.